# Koordinacija za sustav domovinske sigurnosti
Koordinacija za sustav domovinske sigurnosti je stalno radno tijelo vlade Republike Hrvatske. Ona je međuresorno tijelo nadležno za usklađivanje i koordiniranje rada sustava domovinske sigurnosti. Koordinacija za sustav domovinske sigurnosti pokreće inicijative i izrađuje planove potrebne radi ostvarivanja ciljeva iz članka 5. Zakona o sustavu domovinske sigurnosti.
Koordinacija za sustav domovinske sigurnosti:
1. izrađuje godišnje planove rada i razvoja sustava domovinske sigurnosti koje dostavlja na odobrenje Vijeću za nacionalnu sigurnost i poduzima mjere radi njihove provedbe,
2. usklađuje provedbu smjernica, odluka i zaključaka Vijeća za nacionalnu sigurnost u okviru svoje nadležnosti u području upravljanja sigurnosnim rizicima te prevencije i upravljanja u krizama,
3. pokreće i koordinira izradu Strategije nacionalne sigurnosti, ili njezino ažuriranje, u skladu s promjenama sigurnosnog okruženja te predlaže Vladi Republike Hrvatske nositelja izrade i usmjerava njegov rad,
4. razmatra izvješća o stanju sigurnosnih prijetnji i rizika koja izrađuju nadležna državna tijela te koordinira izradu procjene nacionalnih sigurnosnih rizika,
5. razmatra provedbu strateških i planskih dokumenata koji imaju utjecaj na sustav domovinske sigurnosti te daje preporuke državnim tijelima o pitanjima razvitka sposobnosti,
6. razmatra prijedloge provedbenih dokumenata u definiranju, procjeni i tretiranju sigurnosnih rizika i usklađuje njihovu provedbu,
7. razmatra planove razvitka sposobnosti odgovora na krize u tijelima sustava domovinske sigurnosti i međusobno ih usklađuje,
8. organizira i sudjeluje u provedbi vježbi odgovora na krize koje se planiraju na razini Vlade Republike Hrvatske,
9. daje nadležnim državnim tijelima preporuke za usklađivanje nacionalnih procedura i propisa s procedurama odgovora na krize Organizacije Sjevernoatlantskog ugovora i Europske unije,
10. na godišnjoj razini ili prema potrebi, predlaže Vijeću za nacionalnu sigurnost raspravu o sigurnosnim prijetnjama i procjeni nacionalnih sigurnosnih rizika te poduzimanje mjera za njihovo tretiranje,
11. predlaže Vladi Republike Hrvatske donošenje odluke o angažiranju pravnih osoba iz članka 7. Zakona o sustavu domovinske sigurnosti u aktivnostima i zadaćama upravljanja sigurnosnim rizicima,
12. donosi odluku o izradi standardnih operativnih procedura i planova koji se odnose na upravljanje registriranim sigurnosnim rizicima od važnosti za nacionalnu sigurnost i na upravljanje u krizama.

Koordinaciju za sustav domovinske sigurnosti čine: potpredsjednik Vlade Republike Hrvatske zadužen za nacionalnu sigurnost, kao predsjednik Koordinacije za sustav domovinske sigurnosti; savjetnik predsjednika Republike Hrvatske zadužen za nacionalnu sigurnost; čelnici središnjih tijela državne uprave nadležnih za unutarnje poslove, obranu, vanjske poslove, hrvatske branitelje, civilnu zaštitu, zaštitu okoliša, financije, pravosuđe, zdravstvo, more, promet i infrastrukturu; načelnik Glavnog stožera Oružanih snaga Republike Hrvatske; glavni ravnatelj policije; glavni vatrogasni zapovjednik; predstojnik Ureda Vijeća za nacionalnu sigurnost; ravnatelj Sigurnosno-obavještajne agencije, ravnatelj Vojne sigurnosno-obavještajne agencije i ravnatelj Zavoda za sigurnost informacijskih sustava. U sastav po potrebi mogu biti uključeni i čelnici središnjih tijela državne uprave, kako je regulirano Zakonom o sustavu domovinske sigurnosti.
Ured Vijeća za nacionalnu sigurnost pruža administrativnu potporu Koordinaciji.

## Vanjske poveznice
- Koordinacija za sustav domovinske sigurnosti Ured Vijeća za nacionalnu sigurnost